# مؤسسه خاورشناسی دانشگاه شیکاگو
مؤسسه خاورشناسی دانشگاه شیکاگو دربردارنده موزه باستان‌شناسی و بازوی پژوهشی خاور نزدیک دانشگاه شیکاگو است.

## اشیاء تاریخی ایرانی و منازعات پیرامون آن
اشیاء تخت جمشید
در سال‌های دهه ۱۳۱۰ خورشیدی گروهی از این مؤسسه به حفاری در تل باکون، استخر، و تخت جمشید پرداختند. به جز شماری از اثرها و آفرینش‌های کشف و پیدا شده که به صورت دایمی در ساختمان موزه نگهداری می‌شوند، شماری از کتیبه‌های پیدا شده ضمن نگهداری حق مالکیت دولت ایران در اختیار انستیتو خاورشناسی قرار دارند. با پیروزی انقلاب ایران، ارتباط ایران با مؤسسه خاورشناسی دانشگاه شیکاگو، قطع و امکان بازگرداند آنها به ایران، میسر نشد. در زمان دولت سید محمد خاتمی، اقداماتی برای بازگرداندن اشیاء از سوی سید محمد بهشتی شیرازی انجام شد که ناکام ماند. در ۲۰۰۶ میلادی دادگاهی در آمریکا اجازه فروش این کتیبه‌ها برای تأمین غرامت کشته‌شدگان یک بمب‌گذاری سال ۱۹۹۷ میلادی گروه حماس را داد. اما این رای دادگاه با مخالفت وزارت امور خارجه آمریکا روبرو گردید و به تعلیق افتاد. در نهایت پس از هفده سال و سه دوره بررسی در دادگاه، رای نهایی به نفع موزه خاورشناسی دانشگاه شیکاگو صادر شد. شاکیان پرونده از دیوان عالی آمریکا، بالاترین نهاد قضایی این کشور، خواستند که در این باره داوری کند. این دیوان پذیرفت که این پرونده را بررسی کند. نخستین جلسه استماع این پرونده در دیوان عالی آمریکا روز سه‌شنبه ۱۴ آذر ۱۳۹۶، ۵ دسامبر ۲۰۱۷ برگزار شد.
اشیاء چغامیش
سال ۱۳۱۶ حفاری‌های مشترکی بین ایران و مؤسسه شرق‌شناسی دانشگاه شیکاگو در تپه‌های چغامیش واقع شد و ۲۶۴ شیء تاریخی شامل پوپک‌های گلی، ژتون‌ها و الواح منقش، کشف شد که دارای قدمتی ۸ هزار ساله هستند. این اشیاء تاریخی با موافقت دولت ایران به منظور رمزنگاری مندرجات روی مهرها و سنگ‌نوشته‌ها، در سال ۱۳۴۳، به این مؤسسه سپرده می‌شوند تا مطالعات دقیق‌تر، در دانشگاه شیکاگو ادامه یابد. از این مجموعه، ۱۵۶ قطع شیء، پیش از انقلاب ۱۳۵۷ به ایران بازگردانده می‌شوند ولی ۱۰۸ قطعه باقیمانده، به مدت ۵۰ سال به ایران عودت داده نشد و ایران در این مدت، شکایت‌های مختلفی را در دادگاه لاهه و دادگاه‌های آمریکا مطرح کرد تا بتواند این اشیاء را بازپس‌گیرد. نهایتاً در فروردین ۱۳۹۴، ادعای ایران مورد پذیرش دادگاه فدرال آمریکا قرار گرفت و این دادگاه، رای به بازگرداندن این اشیاء و پرداخت غرامت توسط دانشگاه شیکاگو داد.

## نگارخانه

### تمدن ایران

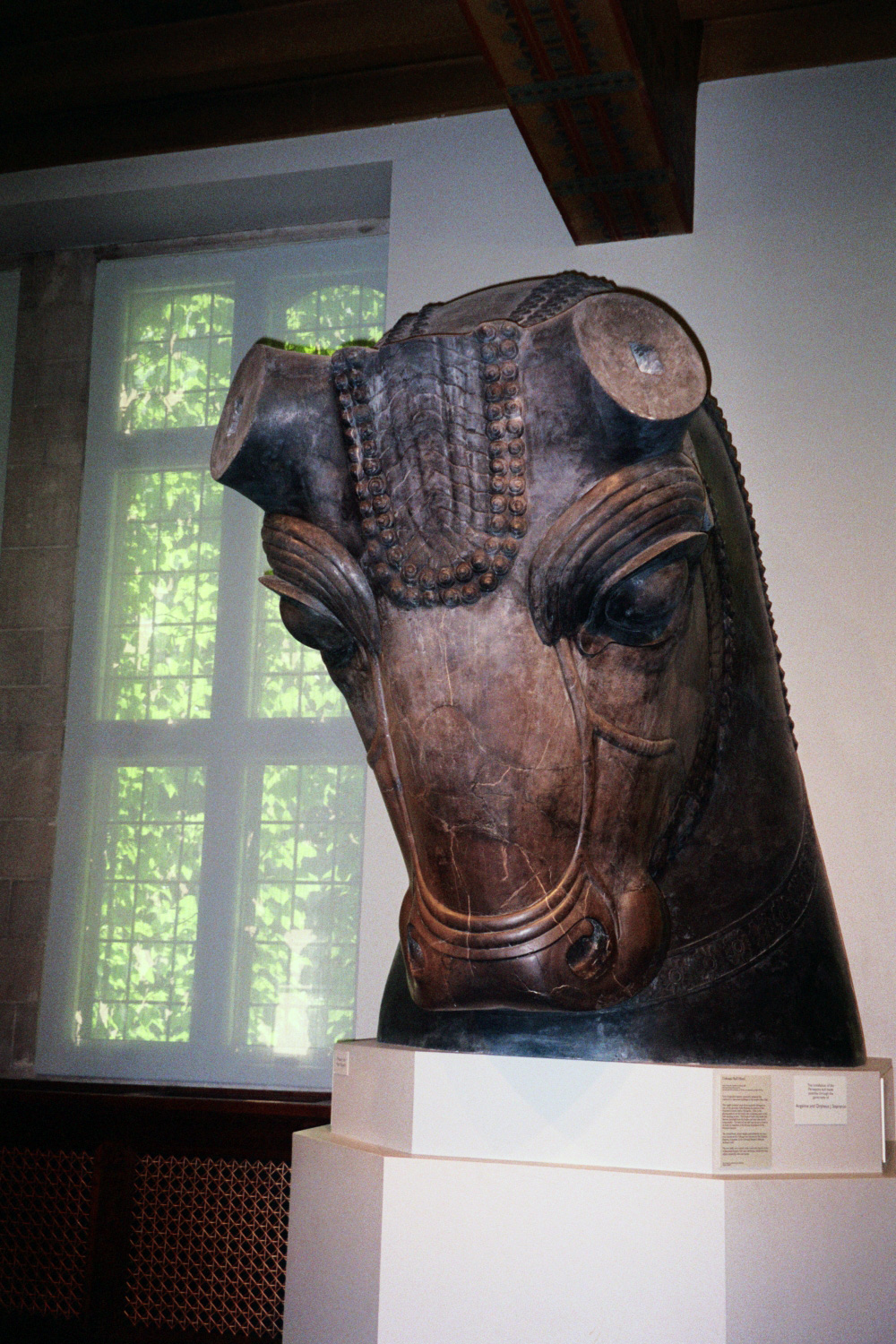
تندیس «سر گاو» از تخت جمشید
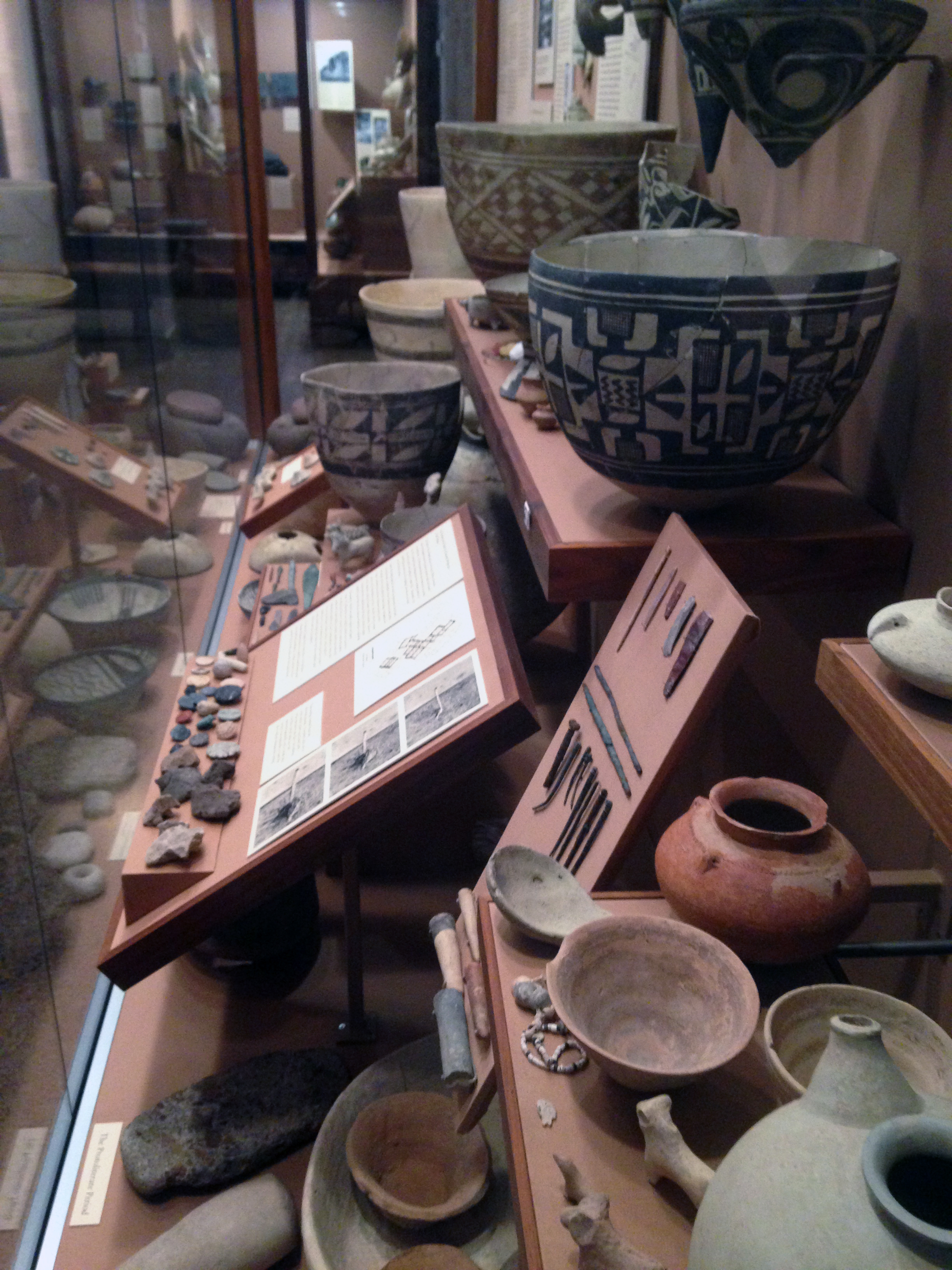
اشیا ماقبل تاریخ
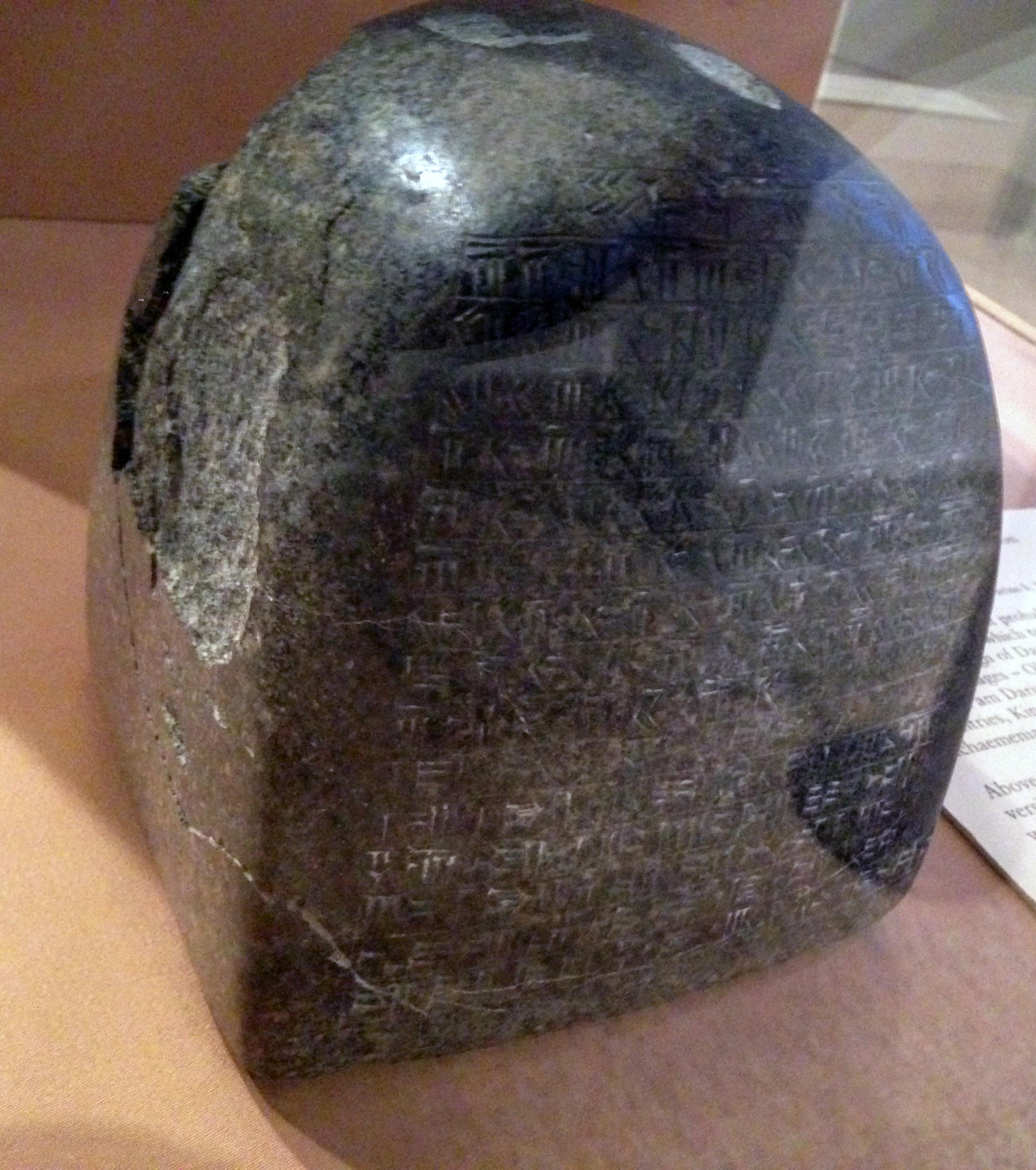
وزنه استاندارد دوره هخامنشی
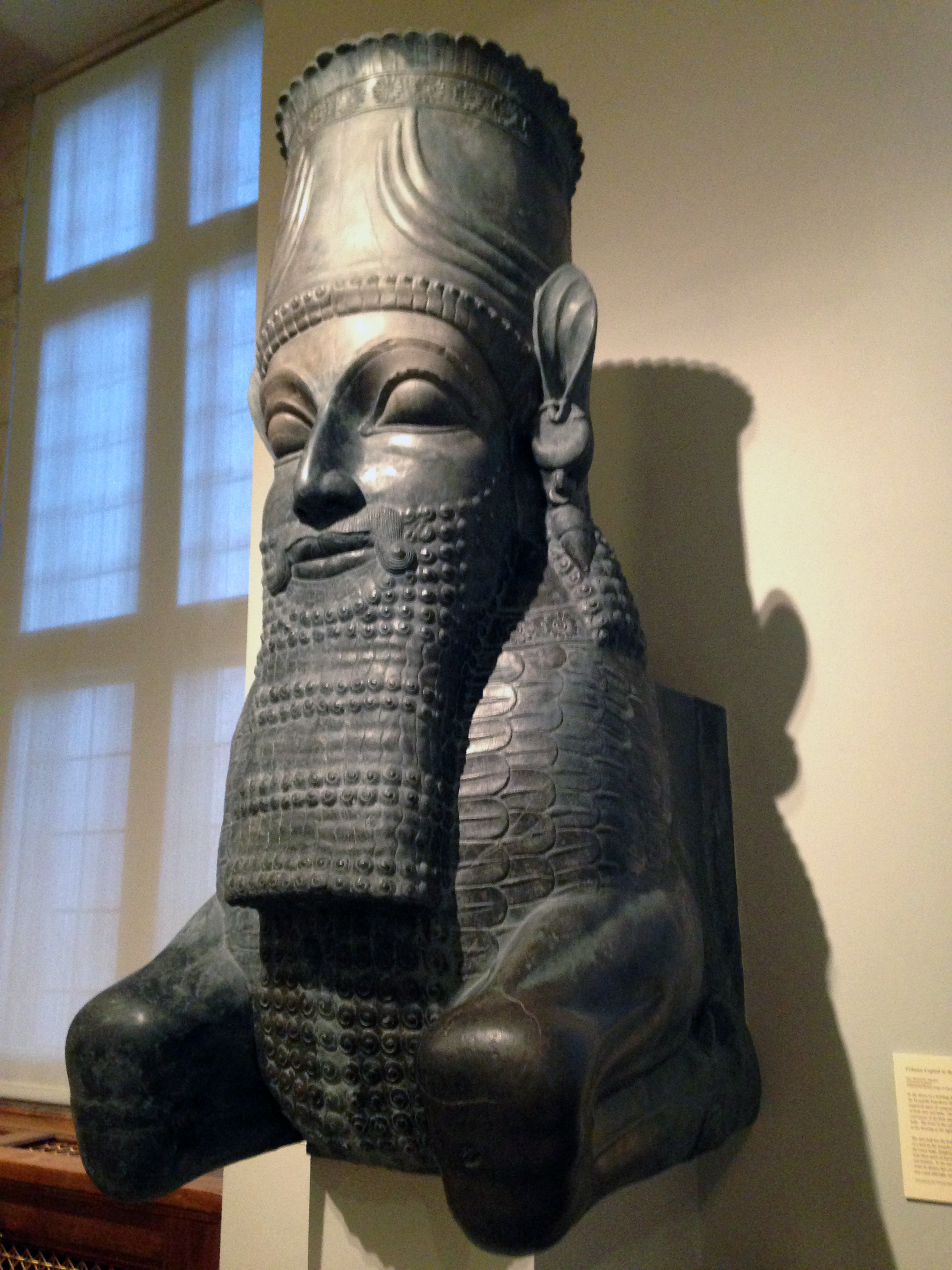
سرستون بازسازی شده از تخت جمشید
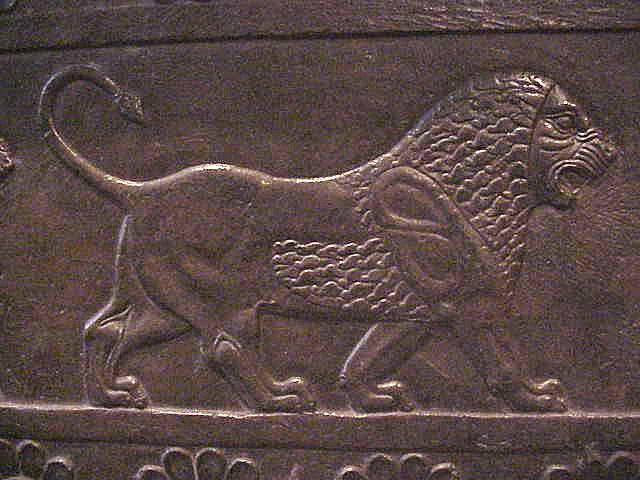
نقش شیر بر روی یک دیوار تخت جمشید
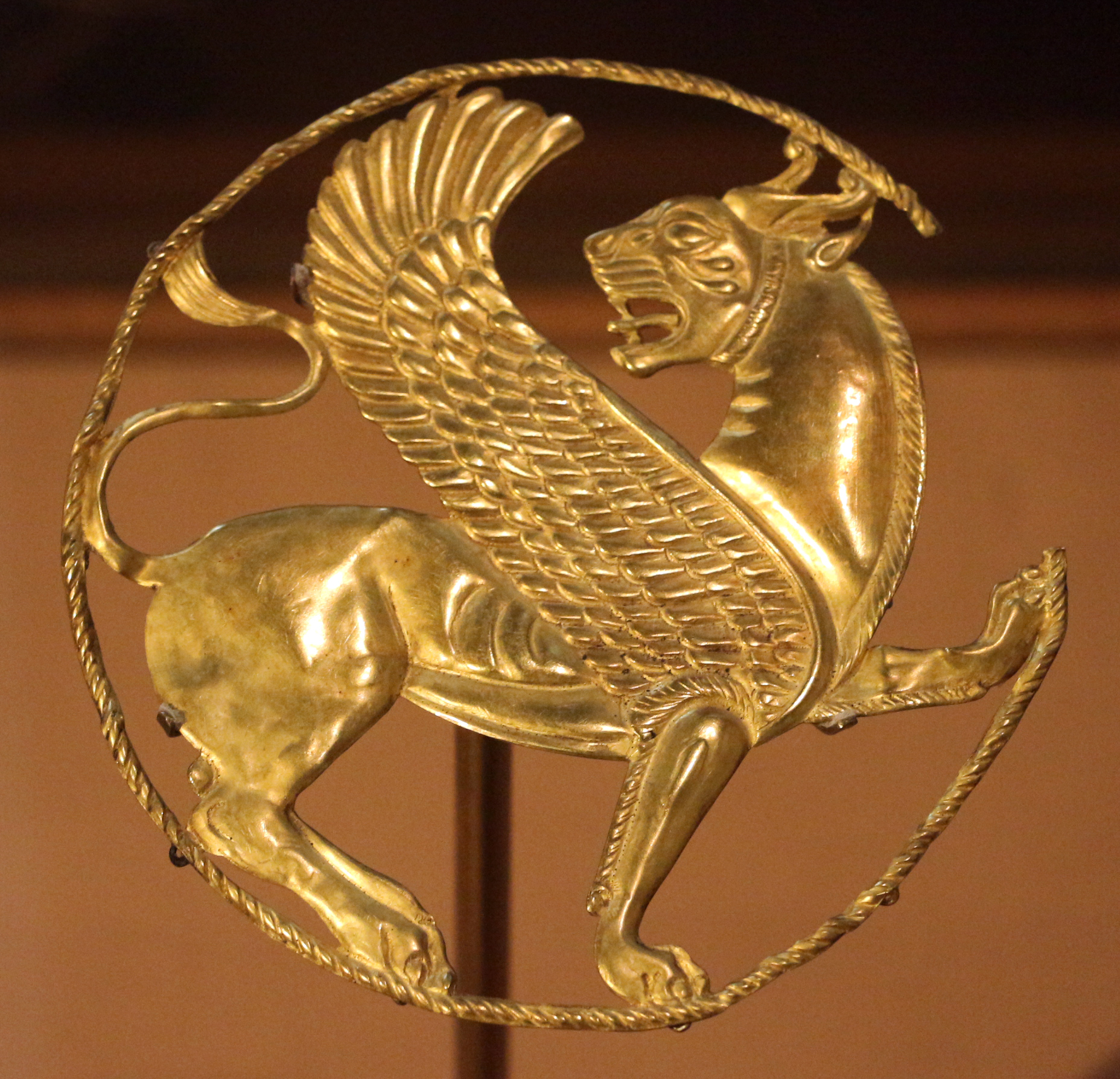
شیر بالدار طلایی

### دیگر تمدن‌ها

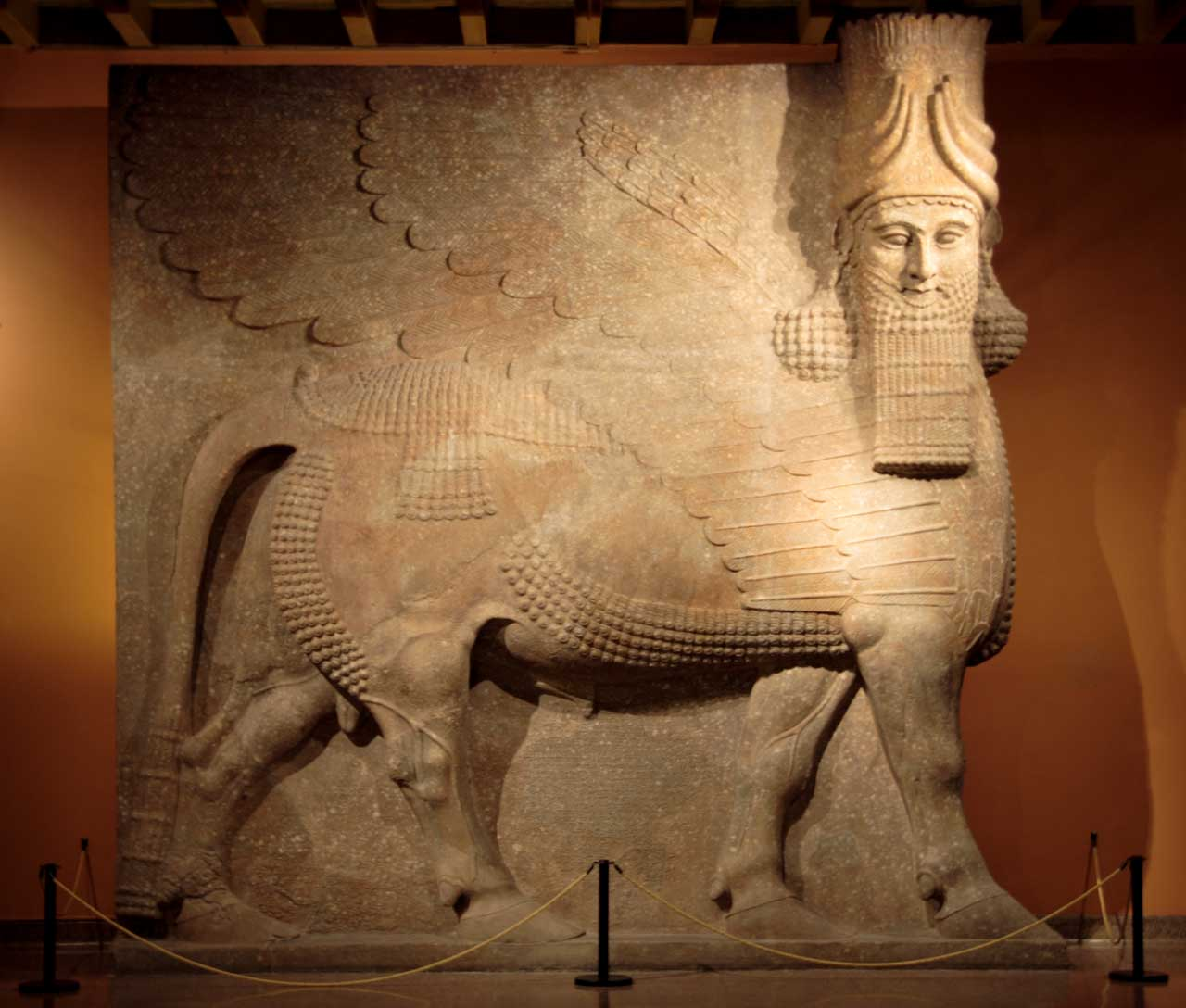
آثار آشوری
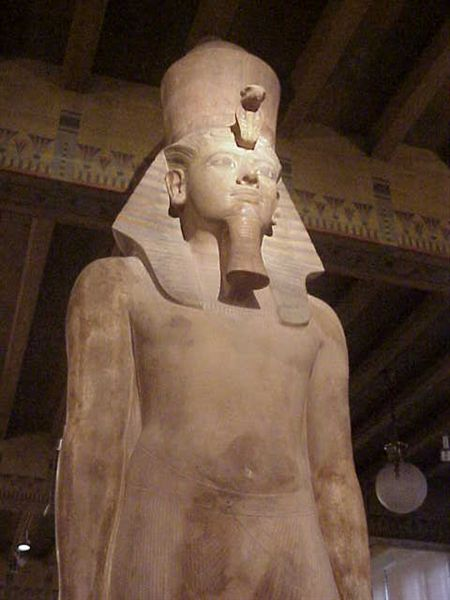
آثار مصر